# Llac Albano
El Llac Albà, també anomenat Llac de Castelgandolfo, és un menut llac volcànic al sud de Roma, a Itàlia. De forma quasi perfectament oval, té una superfície de 6 km² i una màxima profunditat de 170 metres. Administrativament pertany a la localitat de Castel Gandolfo. Va ser seu olímpica el 1960.

## Morfologia
El Llac Albà té una forma singular en el paisatge dels llacs volcànics. Aquests generalment són circulars i tenen pendents suaus formades per anells concèntrics de pedra volcànica, per exemple: el llac de Bolsena, el de Braciano, o com els llacs eixuts de la zona volcànica del Laci, que són el Vallericcia, la Vall Marciana i el Llac de Pavona. L'Albà, en canvi, té forma oval, amb un eix major en direcció NO-SO, les seves vessants són escarpades al sud i més suaus cap al nord.
Aquesta forma anòmala és conseqüència de l'origen complex del cràter del qual procedeix, ja que hi va haver almenys cinc explosions en moments diferents. Per cert, fins i tot el llac de Nemi, en molts aspectes considerat "bessó" de l'Albà, té una forma característica però al mateix temps diferent, ja que en aquest cas van ser almenys dues les explosions que el van originar.

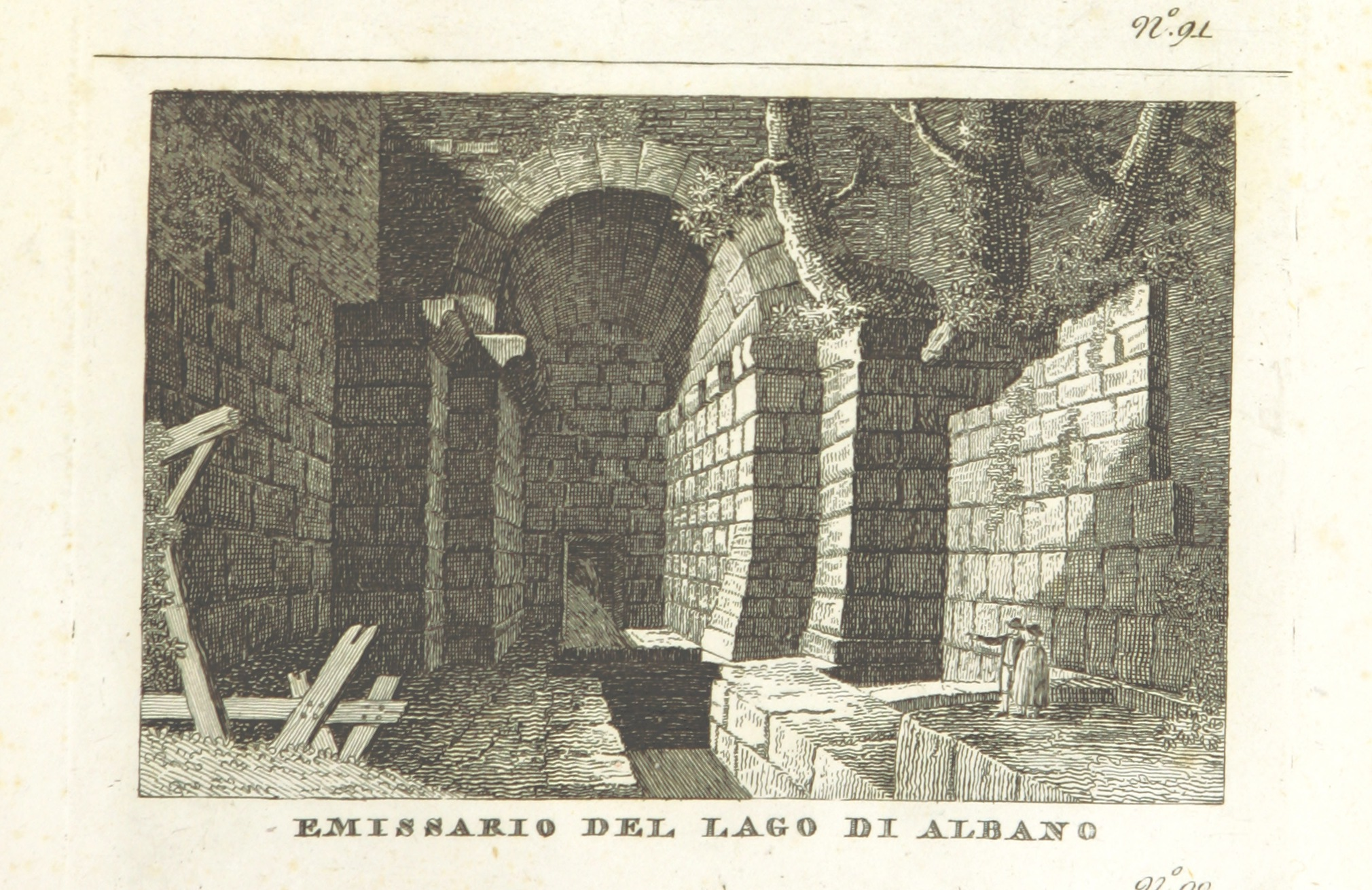
L'emissari artificial del llac Albà en una publicació del 1820

La progressiva inclinació de les parets del cràter accentuada cap al sud, s'explica per la intersecció entre l'explosió i el flux de lava que recobreix produït per una caldera molt més gran, el punt anomenat de les Faete. En el nord, però l'explosió va expulsar menys material i es va formar amb només els fluxos de lava d'altres sortides.
L'Albà tenia un emissari artificial, però ja no està actiu. La superfície de l'aigua està a uns tres-cents msnm. Des de la dècada dels seixanta fins al 2014, el nivell de les aigües ha baixat 5 metres. El fenomen (que també afecta el llac de Nemi) s'ha atribuït a causes naturals i al consum humà: per ser una zona molt habitada i pel desenvolupament de l'agricultura intensiva, que han suposat una sobreexplotació de l'aqüífer albà.

## Clima
El clima a l'entorn d'aquest llac és molt humit i sensiblement més fred que el de la propera localitat de Castel Gandolfo a causa del fenomen de la inversió tèrmica.
La riba més plujosa és probablement la de l'est, ja que es veu afectada per les nuvolades provinents de l'oest que no poden remuntar els seus flancs. La riba oest es veu afectada pels vents que durant la tardor bufen procedents d'aquella banda, però sobretot per fortes ràfegues del xaloc, un vent que pot arribar a crear onatge de força 3 (Escala Douglas).

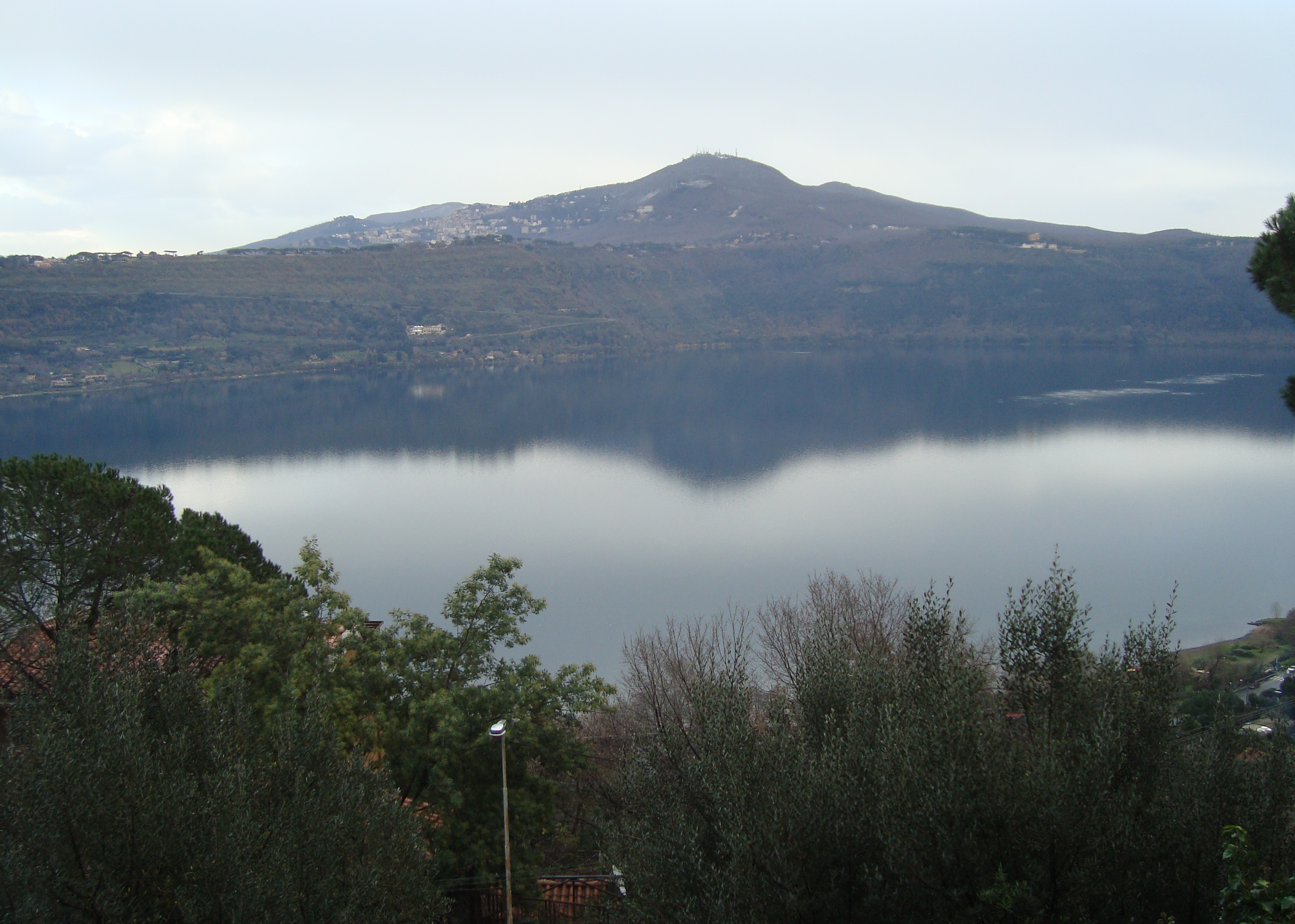
El Mont Cavo (l'antic Mons Albanus), domina el llac per l'est.

Des de l'abril del 1995 fins a finals del 2001 va estar activa una estació pluviomètrica situada a 436 metres d'altitud, col·locada per l'Oficina Hidrogràfica de Roma; quant a temperatures i vents, es fan servir els mesuraments de les estacions properes com la d'Ariccia Catena, que és comparable perquè està afectada també pel fenomen de la inversió tèrmica.
El novembre del 2011 es va instal·lar a la vora oest del llac una estació meteorològica, a una altitud de 295 metres.

## Entorn natural
El llac Albà constitueix des del punt de vista ambiental un microcosmos aïllat del paisatge circumstant. Tot i que antigament tenia un riu artificial per on desaiguava, com tots els llacs volcànics, l'Albà no disposa actualment d'emissari ni tampoc d'afluents que puguin garantir una renovació de l'aigua. El llac rep l'aigua només de la conca hidrogràfica resultant de les pluges i d'alguna font subterrània.
L'administració, després d'un període de descuit (després de la guerra), ha centrat l'atenció a intentar resoldre els problemes ambientals de la conca del llac d'Albà i el Nemi, revaloritzat per la seva importància botànica, arqueològica i històrica.
Un estudi recent realitzat per l'Institut de Sanitat va ser el responsable de la caracterització ecològica de l'hàbitat dins del Parc Regional dels Castelli Romani, tenint en compte els paràmetres biològics, químics, hidrològics i dels ecosistemes. Els resultats obtinguts han mostrat una situació difícil. L'anàlisi del fitoplàncton ha permès el descobriment d'algunes espècies d'algues que, a més de ser un indicador de la contaminació orgànica, pertanyen al gènere dels productors de toxines.
Els bancs i les aigües del llac es van veure afectades per una greu contaminació l'any 2007 : saturació d'oxigen en l'aigua, escherichia coli i altres residus dissolts rebutjats en l'aigua, tot plegat van causar que durant aquell any no fos un lloc apte per al bany, cosa que ja ha quedat resolta.
Flora
La flora de l'entorn del llac Albà es compon d'arbres, arbustos i diferents tipus d'herbes. Els arbres que hi creixen són: l'alzina, el til·ler, el carpí, l'avellaner, el roure, l'auró, el vern, l'om i el pollancre. Les plantes arbustives típiques de la zona són: el llorer, el freixe de flor, el grèvol, la ginesta, l'arç blanc, el saüc, la troana, el galzeran i el corneller mascle. Al sotabosc hi ha: ciclamen, anemones, violes, botons d'or i, de vegades, maduixes i bolets.
Fauna

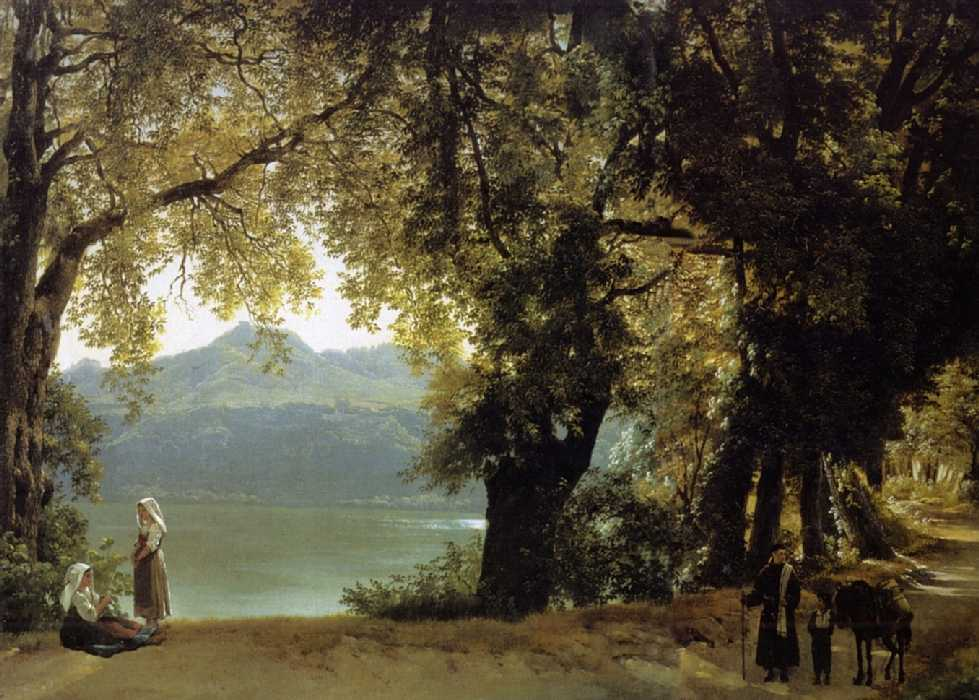
Pintura de Sylvester Shchedrin, feta cap al 1825

Pel que fa a la població animal, hi ha mamífers: eriçons, teixons, guineus i esquirols. Entre les aus: el corb marí, la fotja, la polla d'aigua, l'ànec collverd i en menor nombre els blauets, així com les colònies de gavines no estacionals.
La fauna de peixos, és també diversa. Les espècies autòctones són: el rutili, el lluç de riu, el barb, squalius squalus, l'anguiles, la truita comuna, la tenca, el punxoset i el scardinius scardafa. Hi ha diverses espècies foranes introduïdes al llac: la carpa, el peix sol, l'alosa, la perca i fins i tot espècies d'aigua salada com la llissa llobarrera, el joell i un petit crustaci anomenat palaemonetes Antennarius.

## Història

### Primers assentaments
El primer assentament humà a les ribes del llac Albà és un poblat fet de palafits trobat el 1984 per haver quedat descoberta una part de la riba nord a causa del recent fenomen de la disminució d'aigua. Se'l coneix amb el nom de "Villaggio delle Macine", a causa d'algunes pedres de molí hi havia. La seva datació oscil·a des del segle XIX-XX aCfins a l'Edat de Bronze Mitjana (segle XVII-XVI aC).
Aquest poblat seria atribuïble a l'estructura urbana de la mítica metròpoli -en el sentit etimològic- de la llatina Alba Longa, destruïda pels romans al voltant del segle VI a C, segons la tradició per Tul·li Hostili.

### Època republicana
Al voltant del 395 aC, en l'època en què Roma estava en guerra contra els Veïs, es va construir un túnel de fugida que travessava les parets del cràter i que va servir com a emissari per desaiguar el llac en cas que superés el nivell de les vores. Es tractava d'una obra d'enginyeria hidràulica particularment interessant tenint en compte l'època en què es va fer. Segons Titus Livi, la construcció d'aquest túnel va ser profetitzada per l'oracle de Delfos: la victòria dels romans contra els veïs només seria possible el dia que les aigües del llac fossin canalitzades i utilitzades per al reg dels camps. L'alçada de l'emissari és de 293 msnm, uns 70 m inferior al llac. El túnel fa 1.200 m de llargada, 1,20 m d'amplada, 2m d'alçada i desemboca en un indret anomenat "Le Mole" a sota de Castel Gandolfo.
En aquell temps el llac Albà es va convertir en la llar de nombroses vil·les suburbanes. S'han trobat, les restes de dues grans vil·les a la Via Appia Antica, atribuïdes a Publi Clodi Pulcre i l'altra a Pompeu; a més d'aquestes, s'han trobat diverses vil·les d'època republicana disseminades per la vora del llac i més enllà. Sabem per les fonts documentals que van tenir propietats al ager Albanus diversos personatges.

### Època imperial
Totes les vil·les i propietats van caure d'una manera o altra, en el domini públic. Durant l'època d'August l'extraordinària concentració d'antigues vil·les particulars va esdevenir una sola propietat imperial anomenada Albanum Caesari. Allà es va construir una vil·la l'emperador Tiberi, després ampliada per Cal·lígula i Neró. L'emperador Domicià va decidir que, en lloc d'ampliar i refer la residència dels cèsars, valia més construir una de nova, de cara al llac amb un hipòdrom i un teatre al costat.

### De l'edat mitjana alseglexviii

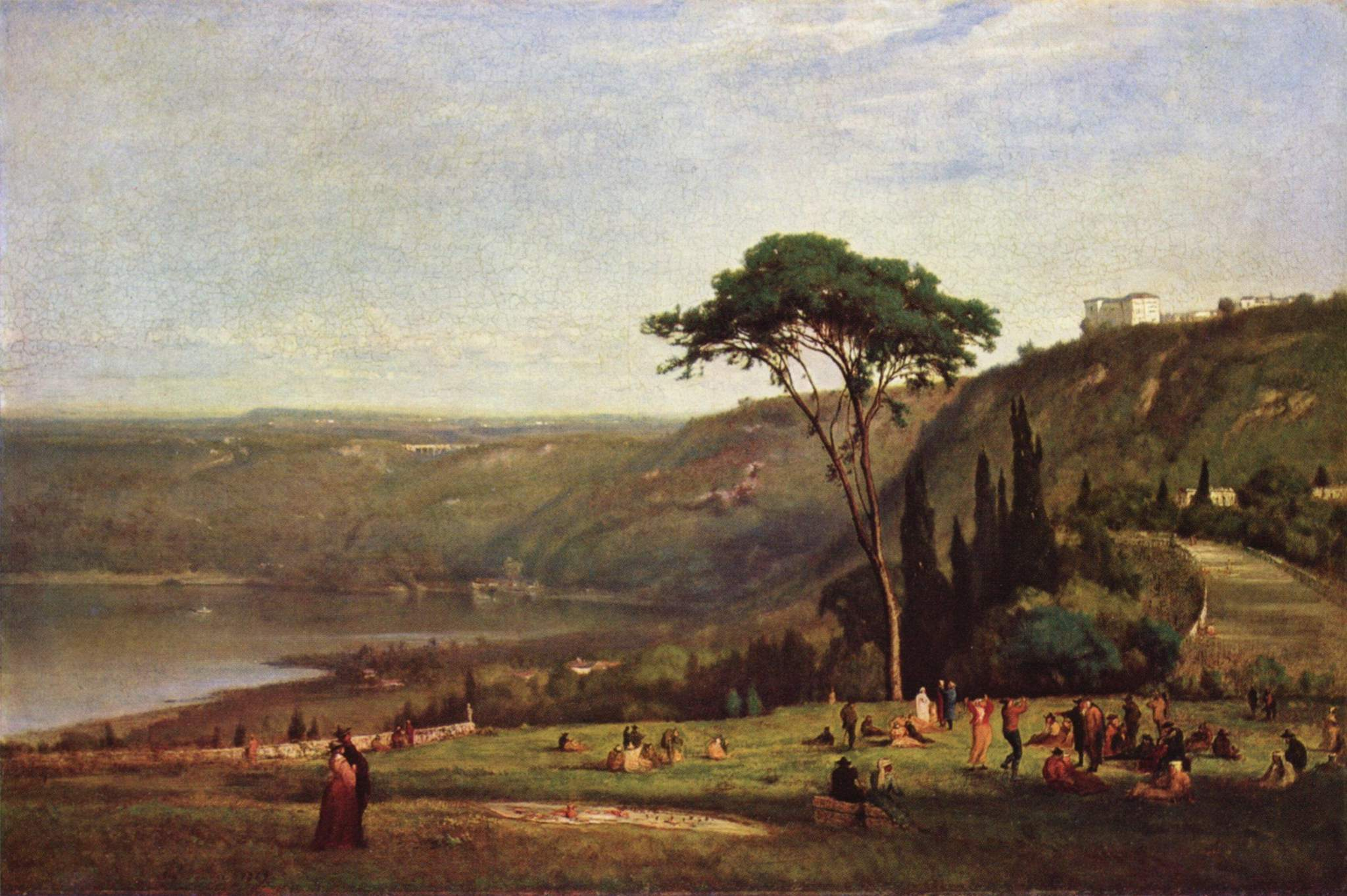
Pintura del Llac Albà, obra de George Inness, 1869

El llac és citat com a "possessio lacum Albanense" entre les propietats donades per l'emperador Constantí el Gran a la basílica de Sant Joan Baptista (probablement és el mateix edifici on està l'actual catedral de Sant Pancraç) sota el domini de Silvestre I, una donació enregistrada al Liber Pontificalis. No és clar fins a quin punt és fiable aquest document, però és molt probable que sigui cert, ja que se sap que en els primers segles de l'Edat Mitjana l'Església gestionava directament les terres a través de les institucions típiques romanes de patrimonia i domuscultae.
El 1233 el llac i les propietats de la rodalia va ser traspassat, per mitjà de la butlla del papa Gregori IX a l'abadia de Santa Maria de Grottaferrata, el poderós cenobi basilià fundat per sant Nil de Rossano l'any 1004 gràcies a la protecció de la família noble romana dels Comtes de Túsculum. Aquesta important família, que tenia el seu castell a l'antiga ciutat de Túsculum, va protegir el monestir fent donacions de més propietats sota la seva àrea d'influència. Al segle xv Castel Gandolfo i Arícia formaven part dels seus dominis.
Segons Gaetano Moroni, el llac va esdevenir propietat de la Cambra apostòlica. De fet, consta la venda per part d'aquesta institució al príncep polonès Stanislaw Poniatowski, signat amb escriptura davant notari de Gregori el 22 de setembre del 1822.
Els Poniatowski eren una família relacionada amb la reialesa, que van marxar de la seva terra durant el repartiment de Polònia i es van instal·lar a Itàlia. Les propietats del llac Albà, les van vendre després per establir-se a Florència, al marquès Lorenzo Lezzani, un home que va assolir el seu títol nobiliari el 1841.
El 1884 la propietat del llac passà al duc de Gallese, Giulio Hardouin. Actualment és propietat de la província de Roma.

### El segle XX

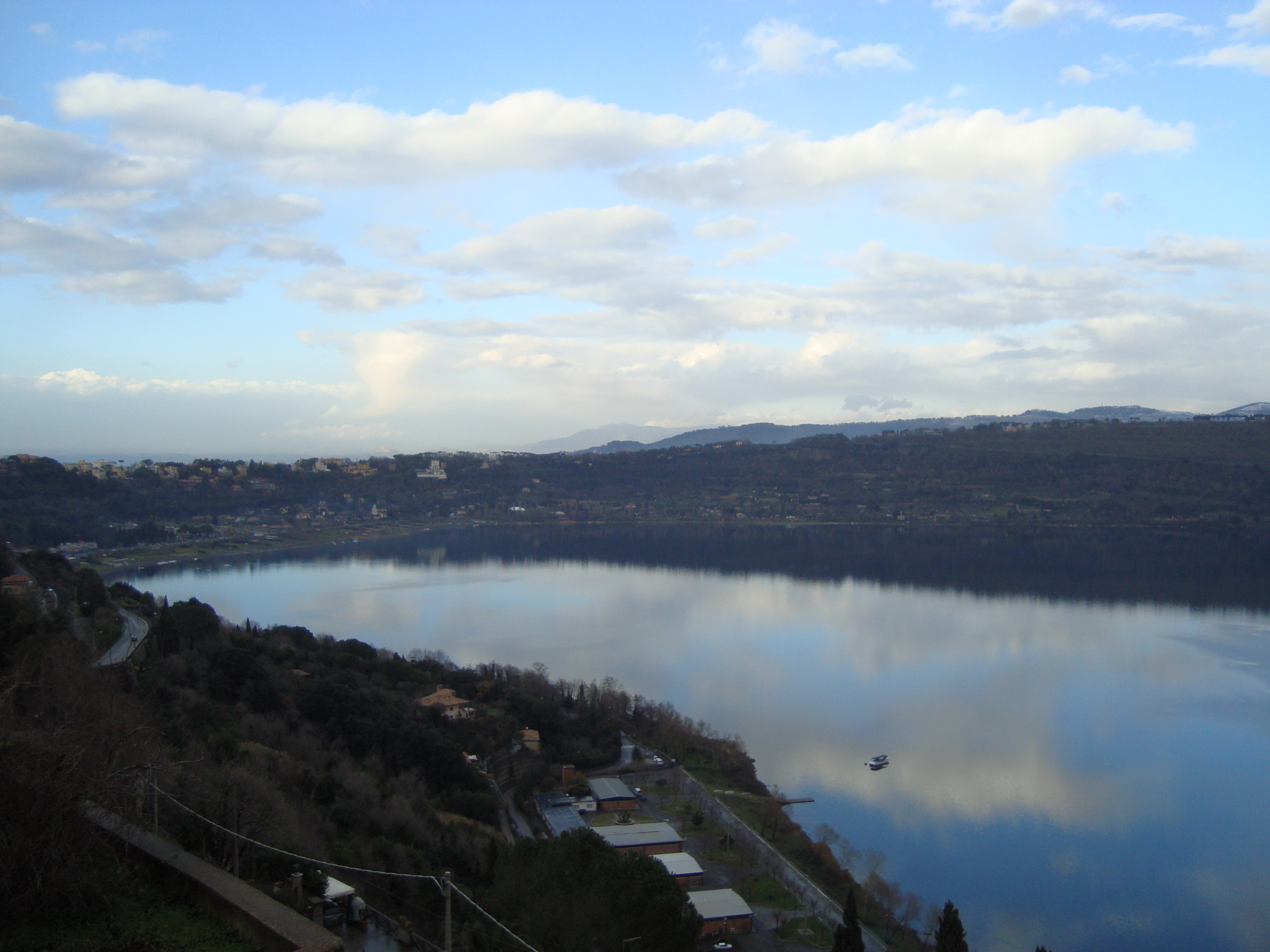
La costa occidental del llac, amb l'estadi olímpic

A començaments del segle xx, els pobles dels turons Albans es van posar de moda com a lloc de vacances a prop de Roma, i el llac va començar a experimentar alguns canvis radicals. A la vora nord del cràter es van començar a construir xalets, alineats a banda i banda de la carretera nacional 216 Maremmana III entre Marino i Castel Gandolfo; durant aquell temps la nova urbanització va ser anomenada "Castel Marino" i ara es coneix simplement com "Villini". El 1889 la zona del llac va ser travessada per la línia de ferrocarril Roma-Albano, amb dues parades: una estació (avui en desús) a la urbanització, i l'estació de Castel Gandolfo.
Els arqueòlegs i estudiosos van començar a interessar-se en l'estudi sistemàtic de les antiguitats del llac. Giuseppe Lugli, arqueòleg i professor de la Universitat de Roma La Sapienza especialitzat en Topografia de l'antiga Itàlia, es va graduar el 1913 amb una tesi sobre la vil·la de Domicià, que va ser el primer estudi sistemàtic d'aquest monument. Va continuar els seus estudis de la zona almenys fins al 1922, incloent el 1919 el primer vol de reconeixement de la zona arqueològica del llac, a bord del dirigible "Roma" de la Regia Aeronautica.
Durant els Jocs Olímpics d'Estiu de 1960, el llac Albà va ser la seu de les competicions de rem i es van construir les instal·lacions ordenades pel CONI: la plataforma de sortida, l'estructura d'arribada i els edificis annexos, a més una carretera (l'estatal 140 del llac olimpic) i un telefèric (que va estar en funcionament fins al 1974).
El 1966 es va iniciar la construcció de l'església de la Mare de Déu del Llac, un lloc de culte catòlic projectat per Francesco Vacchini, per voluntat del papa Pau VI, el qual la va consagrar estant ja malalt, el 25 d'agost del 1977.

## Municipis
- Castel Gandolfo
- Albano Laziale
- Arícia
- Rocca di Papa
- Marino

## Monuments i llocs d'interès
Destaquen algunes esglésies però sobretot les restes arqueològiques:
- Església de la Mare de Déu del Llac
- Villaggio delle Macine, el poblat dels palafits
- Els túnels de l'emissari artificial
- Un nimfeu dòric
- El nimfeu del Bergantino

## Navegació
El llac Albà no presenta dificultat per a la navegació. Hi ha diferents clubs nàutics en els quals es poden llogar barques de pedals o bots de rem: Circolo Vela Castel Gandolfo i Vela Cantó. També es practica surf de vela i piragüisme.
Els elements a considerar són: la presència d'algues fines a la superfície de l'aigua en les proximitats d'algunes parts de la costa i el vent que és molt variable en intensitat o direcció (ràfegues).
També hi ha un vaixell elèctric que porta els turistes en visites guiades al llarg de les ribes del llac. Estan absolutament prohibits els vaixells de motor.

## Lloc d'inspiració
El lloc va inspirar pensaments de pau al Papa Pius II (1405-1464), qui els va deixar escrits en els seus Comentarii.
També ha estat un lloc plasmat en pintura per diversos artistes:John Robert Cozens, Jakob Philipp Hackert, Jean-Baptiste Camille Corot, Sil'vestr Feodosievič Ščedrin, Oswald Achenbach, George Inness.